# Poanes hobomok
Poanes hobomok is een vlinder uit de familie van de dikkopjes (Hesperiidae). De wetenschappelijke naam van de soort is, als Hesperia hobomok, gepubliceerd in 1862 door Thaddeus William Harris.